# Lista de representantes permanentes de Singapura nas Nações Unidas
Esta é uma lista de representantes permanentes de Singapura, ou outros chefes de missão, junto da Organização das Nações Unidas em Nova Iorque.
Singapura foi admitido como membro das Nações Unidas a 21 de setembro de 1965.
| Início | Término | Representante permanente (Chefe de missão) | Cargo                    | Credenciais |
| ------ | ------- | ------------------------------------------ | ------------------------ | ----------- |
| 1965   | 1966    | Abu Bakar bin Pawanchee                    | Representante permanente | 1965-09-29  |
| 1967   | 1968    | Wong Lin Ken                               | Representante permanente |             |
| 1968   | 1971    | Tommy Koh                                  | Representante permanente |             |
| 1971   | 1974    | Shunmugam Jayakumar                        | Representante permanente |             |
| 1974   | 1984    | Tommy Koh                                  | Representante permanente |             |
| 1984   | 1989    | Kishore Mahbubani                          | Representante permanente |             |
| 1989   | 1991    | Chan Heng Chee                             | Representante permanente |             |
| 1991   | 1995    | Chew Tai Soo                               | Representante permanente |             |
| 1995   | 1998    | Bilahari Kausikan                          | Representante permanente | 1995-08-01  |
| 1998   | 2004    | Kishore Mahbubani                          | Representante permanente | 1998-08-05  |
| 2004   | 2011    | Vanu Gopala Menon                          | Representante permanente | 2004-09-16  |
| 2011   | 2013    | Albert Chua                                | Representante permanente | 2011-08-23  |
| 2013   | 2016    | Karen Tan                                  | Representante permanente | 2013-08-19  |
| 2016   | atual   | Burhan Gafoor                              | Representante permanente | 2016-08-22  |